# 江名鉄道
江名鉄道（えなてつどう）は福島県磐城市（現在のいわき市小名浜地区）の栄町駅と江名駅を結んでいた鉄道。小名浜臨港鉄道（現福島臨海鉄道）に接続し、営業管理も委ねていて車両も自前のものを持たず、延長線のような存在であった。1966年の営業休止までの僅か13年間の運行であった。

## 歴史

### 磐城海岸軌道時代
後に小名浜臨港鉄道、現在の福島臨海鉄道となる磐城海岸軌道がこの区間の鉄道路線の嚆矢である。泉駅と小名浜の間には762 mm軌間の東商会の馬車鉄道が軌道法により営業を行っていたところ、江名村からの漁獲物の輸送のために小名浜から江名に至る軌道の計画が起こった。江名軽便鉄道として特許出願し、1913年（大正2年）8月26日軌道敷設特許状が下付された。磐城海岸軌道として会社を設立し、廃線になった三春馬車鉄道より不要になった車両、資材を購入し、1916年（大正5年）7月26日に開業した。貨車は東商会の路線を泉まで直通した。翌1917年（大正6年）12月19日に東商会の泉 - 小名浜の路線を譲り受けることが出願され、泉から江名まで同一事業者による運行となった。
小名浜 - 江名は輸送量が少なく、保守も思うに任せなかったという。線路敷が個人の所有地内を通っていたことなどもあり、軌道敷設特許が1936年（昭和11年）12月5日に取り消しとなった。ここに江名への鉄路は一度途絶えることになったが、残る根元の泉 - 小名浜は運行をつづけた。
翌1937年（昭和12年）、磐城海岸軌道は沿線に進出する日本水素工業（日本化成の前身）の資本参加を受け、小名浜臨港鉄道に改称、地方鉄道法による営業に変更、1941年（昭和16年）に1,067 mmに改軌開業した。

### 江名鉄道開業まで
軌道の廃止になった江名では運動が起こり、小名浜臨港鉄道は1944年（昭和19年）にこの区間の免許を申請、1946年（昭和21年）に認可された。ところが制限会社に指定されてしまったために免許を別会社に移すことにして、ここに江名鉄道が設立された。戦後の混乱により着工は1948年（昭和23年）にずれ込み、工事はさらにその後5年を要した。建設費は膨れ上がり大半は借入金でまかなう状態であったという。1952年（昭和27年）に小名浜臨港鉄道が営業管理を行うことが決定され、1953年（昭和28年）1月11日に開業式が行われ、12日より営業運転開始となった。

### 開業から廃止まで
小名浜臨港鉄道の延長線を建設するために便法として作った会社ではあったが、資本関係も薄く運転管理を引き受けるのみで、採算の取れないことが明らかとなっているこの路線は小名浜臨港鉄道にとって魅力はなかったようで、路線の保守も最小限であったらしい。江名鉄道は1959年（昭和34年）以降、社長が空席で鉄道関係の従業員もいない状態であった。1965年（昭和40年）の台風で線路に被害を受けたものを仮復旧で運転していたところ、当局の申し入れで1966年（昭和41年）2月14日限りで運転休止、そのまま復旧せずに翌1967年（昭和42年）11月15日付で廃止された。同年4月に改称して福島臨海鉄道となった小名浜 - 栄町も同時に廃止となった。

### 年表
- 1913年（大正2年）8月26日 江名軽便鉄道に軌道敷設特許[4]
- 1914年（大正3年）3月21日 工事施工申請書提出
- 1915年（大正4年）6月2日 磐城海岸軌道株式会社発足[5]
- 1916年（大正5年）7月26日 小名浜 - 江名村南町間開業
- 1917年（大正6年）12月19日 東商会の泉 - 小名浜間軌道譲受を出願
- 1918年（大正7年）8月30日 軌道特許権譲渡許可[6]
- 1936年（昭和11年）12月5日 小名浜 - 江名軌道敷設特許取消（許可ヲ受ケスシテ線路ヲ撤去シ運輸営業ヲ休止セルタメ）　[7]
- 1937年（昭和12年）2月28日 （磐城海岸軌道社長に日本水素工業社長中野友礼就任）
- 1939年（昭和14年）
  - 10月16日 （磐城海岸軌道は、小名浜臨港鉄道株式会社に改称）
  - 6月10日 地方鉄道に変更許可（泉-小名浜間）[8]
- 1945年（昭和20年）10月 小名浜臨港鉄道、小名浜 - 江名間鉄道敷設免許申請
- 1946年（昭和21年）5月21日 同敷設免許
- 1947年（昭和22年）
  - 3月29日 磐南臨港鉄道設立
  - 6月 小名浜 - 江名間免許譲渡許可
- 1948年（昭和23年）1月19日 着工、のちインフレのため工事中止
- 1949年（昭和24年）10月 江名鉄道に改称
- 1950年（昭和25年）6月 工事再開
- 1952年（昭和27年）10月 小名浜臨海鉄道が営業管理を行うと決定
- 1953年（昭和28年）1月11日 開業式、翌日小名浜 - 江名間営業運転開始
- 1965年（昭和40年）7月 台風により永崎付近の護岸擁壁が決壊、仮復旧で運転再開
- 1966年（昭和41年）2月15日 当初6か月の予定で運転休止
- 1967年（昭和42年）
  - 4月1日 （小名浜臨港鉄道が福島臨海鉄道に改称）
  - 11月15日 全線廃止

## 施設
停車場2、停留所3で、接続駅の栄町が停留所であったのは珍しい。全線単線、本線の線路延長4939.830 m、側線延長1,266 m、隧道5個所、橋梁8個所、票券閉塞式で腕木式信号機3個所、踏切は第2種が?個所、第3種が3個所があった。途中唯一の交換可能駅は永崎で、島式ホーム1本に側線2本があったが、廃止の数年前に駅員無配置になっていた。江名は市街地から南にやや離れた所にあり、旅客ホーム、貨物ホーム、入換線、機廻線、ピットなどがあった。

### 駅
停は停留所。距離は経路図参照。
- 栄町（停、さかえまち）- 水産高校前（停、すいさんこうこうまえ。旧下神白、しもかじろ）- 永崎（ながさき）- 馬落前（停、もうじまえ[9]）- 中之作（停、なかのさく）- 江名（えな）

## 運転
自社車両を持たず、すべて小名浜臨港鉄道の車両により運転された。栄町駅からそのまま乗り入れ、旅客列車12往復、貨物列車は2往復（後に減って1往復）であった。貨物列車は当初は蒸気機関車牽引であったが、貨物が少ない場合には気動車に貨車をつけて運転された。

## 輸送実績
| 年度 | 輸送人員（千人） | 貨物量（トン） |
| ---- | ---------------- | -------------- |
| 1958 | 361              | 24,382         |
| 1963 | 357              | 15,370         |

- 私鉄統計年報各年版